# Jornalista

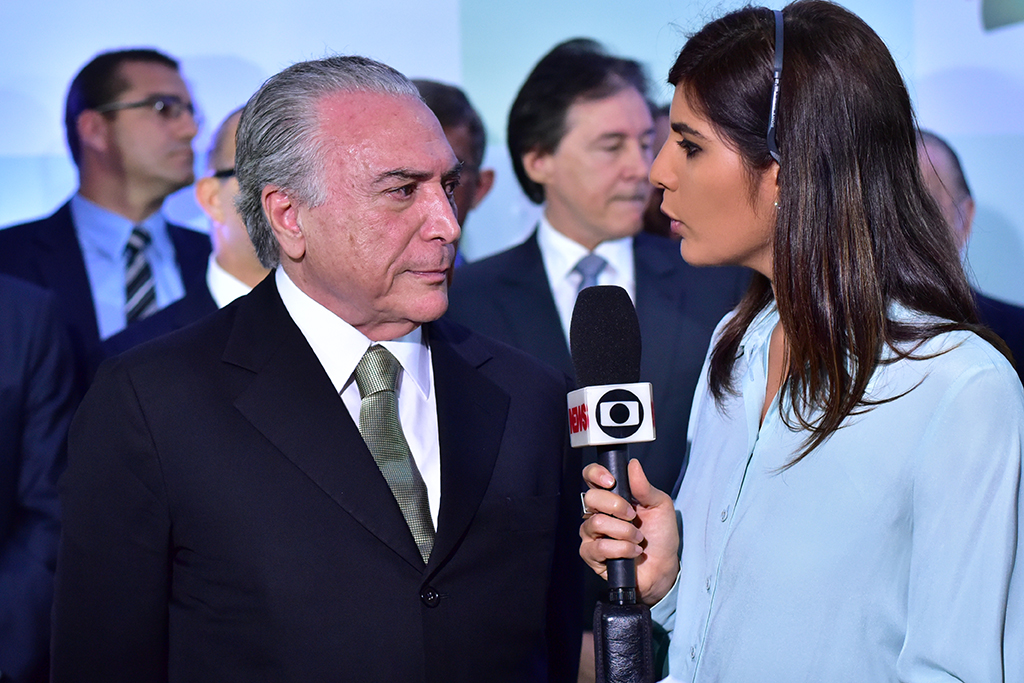
Jornalista Andréia Sadi, em entrevista com o então presidente do Brasil Michel Temer.

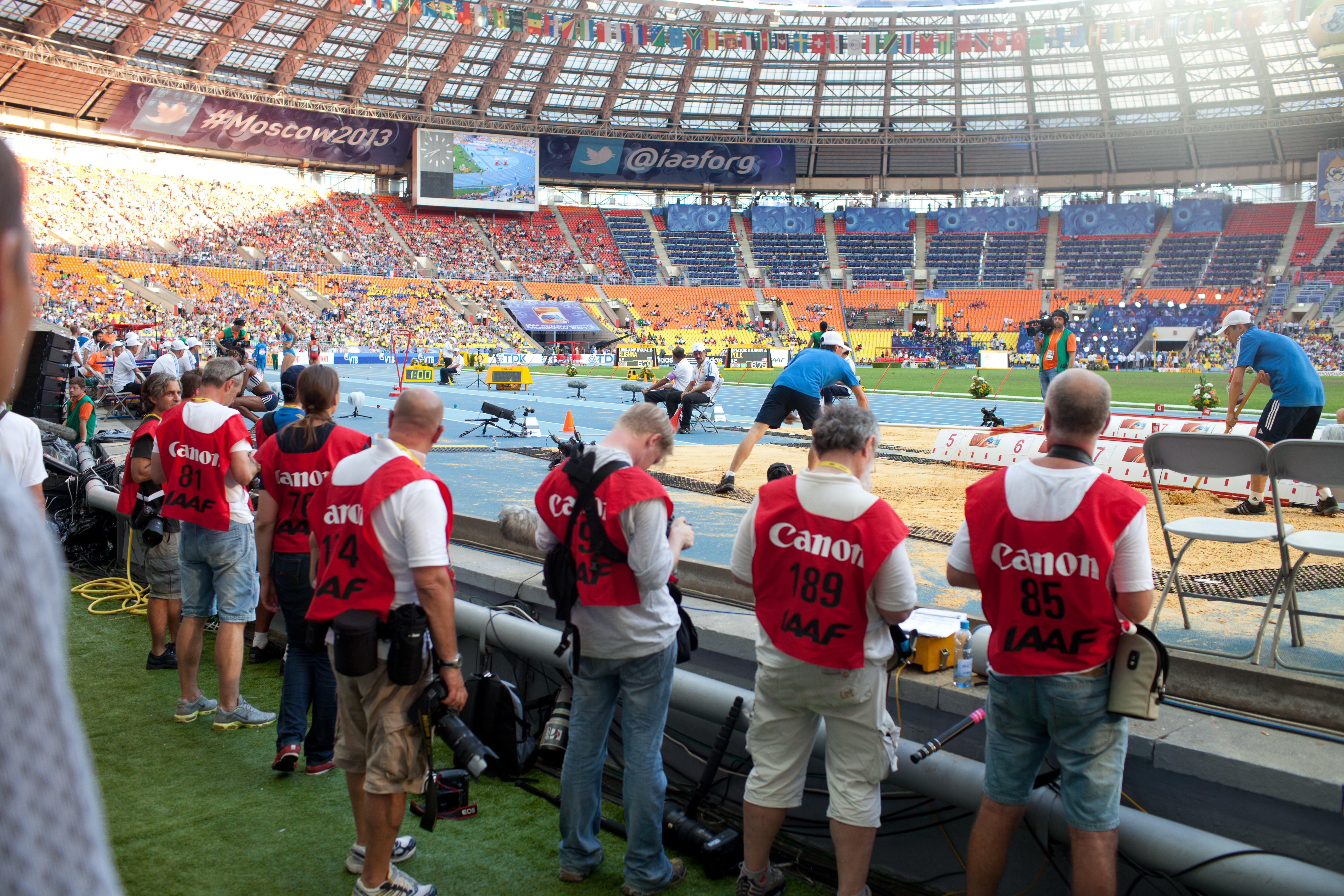
Fotojornalistas no Campeonato Mundial de Atletismo 2013.

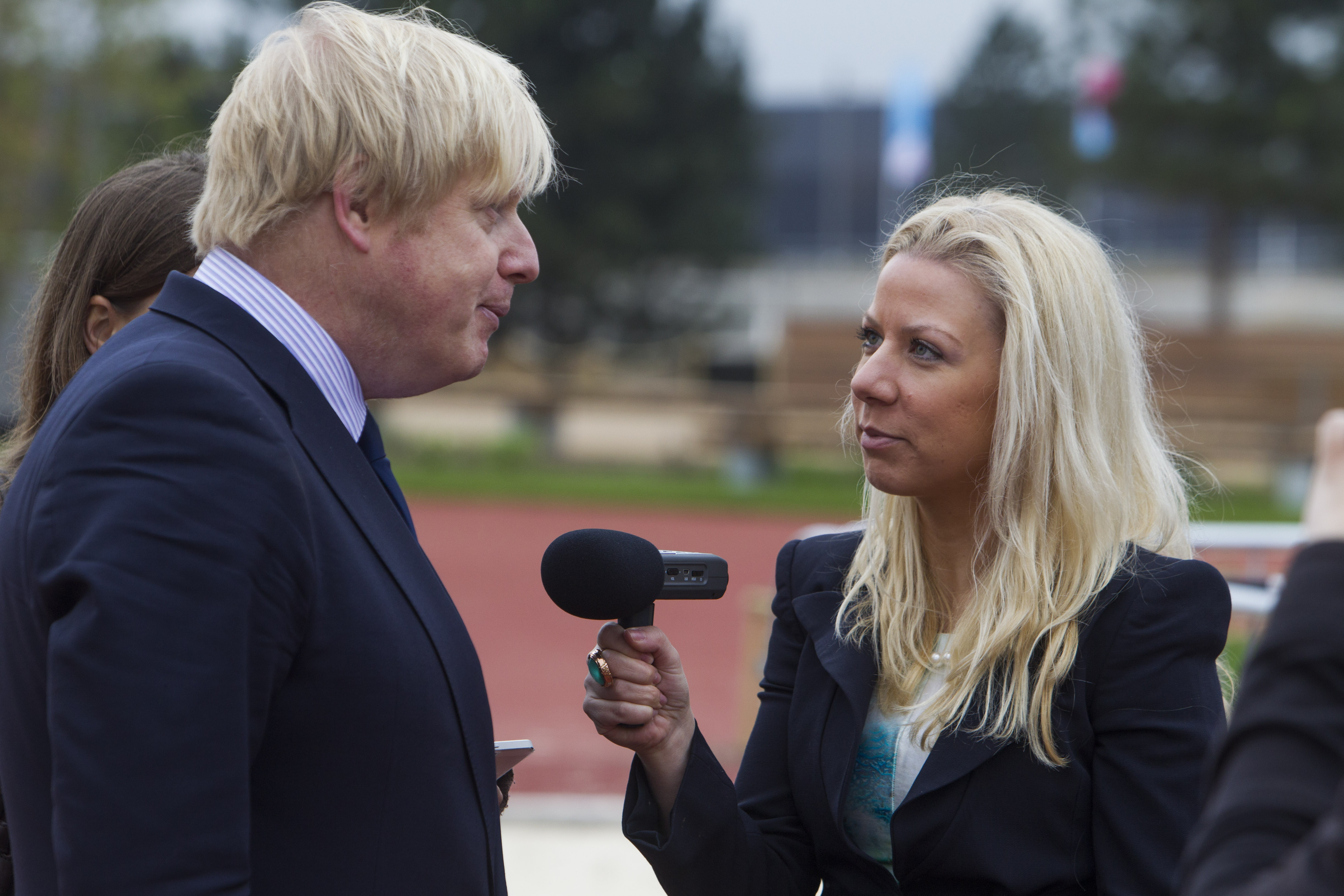
Uma repórter entrevistando Boris Johnson, então Prefeito de Londres.

Jornalista é o profissional formado em Jornalismo. É a pessoa responsável pela apuração, investigação e apresentação de notícias, reportagens, entrevistas ou distribuição de notícias ou outra informação de interesse coletivo. O trabalho do jornalista é chamado jornalismo. Um jornalista pode trabalhar com questões gerais ou especializar-se em determinadas áreas. No entanto, a maioria dos jornalistas tendem a se especializar, e cooperando com outros jornalistas, produzir publicações que abrangem muitos tópicos. Por exemplo, um jornalista esportivo cobre notícias dentro do mundo dos esportes, mas este jornalista pode ser uma parte de um jornal que cobre diversos temas. O exercício do Jornalismo é privativo de jornalista. Entre as áreas em que o jornalista trabalha estão o Radiojornalismo, Telejornalismo, Webjornalismo (Jornalismo Digital), Jornalismo Impresso, Assessoria de Imprensa, Assessoria de Comunicação, Assessoria Empresarial, entre outras áreas do Jornalismo e da Comunicação Social. Por ser uma profissão que tem como fatores primordiais a defesa das liberdades de imprensa e de expressão, o jornalista é um dos principais pilares da democracia.

## Funções
Um repórter é um tipo de jornalista que pesquisa, escreve, e relata as informações para apresentar em fontes, conduz entrevistas, envolve-se em pesquisas, e faz relatórios. A parte de coleta de informações do trabalho de um jornalista é, às vezes, chamada de reportagem, em contraste com a parte de produção do trabalho, tais como escrever artigos. Os repórteres podem dividir seu tempo entre trabalhar numa sala de redação e sair para testemunhar eventos ou entrevistar pessoas. Os repórteres podem ser designados para um tema específico ou uma área de cobertura.
Dependendo do contexto, o termo jornalista pode incluir vários tipos de editores, escritores editoriais, colunistas, e jornalistas visuais, tais como fotojornalistas (jornalistas que usam o meio da fotografia).
O jornalismo desenvolveu uma variedade de padrões éticos. Enquanto a objetividade e a ausência de viés são a principal preocupação e importância, tipos mais liberais do jornalismo, tais como advocacia jornalística e ativismo, adotam intencionalmente um ponto de vista não-objetivo. Isso se tornou mais predominante com o advento das mídias sociais e blogs, bem como outras plataformas que são usadas para manipular ou influenciar opiniões e princípios sociais e políticos. Essas plataformas geralmente projetam uma polarização extrema, já que as "fontes" nem sempre são responsabilizadas ou consideradas necessárias, a fim de produzir um produto final escrito, televisionado ou outra forma.

Matthew C. Nisbet, que tem escrito sobre comunicação científica, definiu um "jornalista de conhecimento" como um intelectual público que, assim como Walter Lippmann, David Brooks, Fareed Zakaria, Naomi Klein, Michael Pollan, Thomas Friedman, e Andrew Revkin, veem seu papel de pesquisadores em questões complicadas factuais ou científicas, as quais os mais leigos não teriam tempo ou acesso à informação para pesquisar por eles mesmos, então comunicando uma versão precisa e compreensível para o público como um professor e conselheiro político.
Lippmann argumentou que a maioria dos indivíduos não tinham capacidade, tempo e motivação para seguir e analisar notícias das muitas questões políticas complexas que preocupavam a sociedade. Nem eles geralmente experimentam diretamente a maioria dos problemas sociais, ou tem acesso direto aos conhecimentos especializados. Essas limitações foram agravadas por uma mídia que tendia para a simplificação excessiva de problemas e reforçar estereótipos, pontos de vista partidário, preconceitos. Como consequência, Lippmann acreditava que o público precisava de jornalistas como ele mesmo, que poderiam servir como analistas especializados, guiando os "cidadãos para uma compreensão mais profunda do que era realmente importante".

## Liberdade jornalística

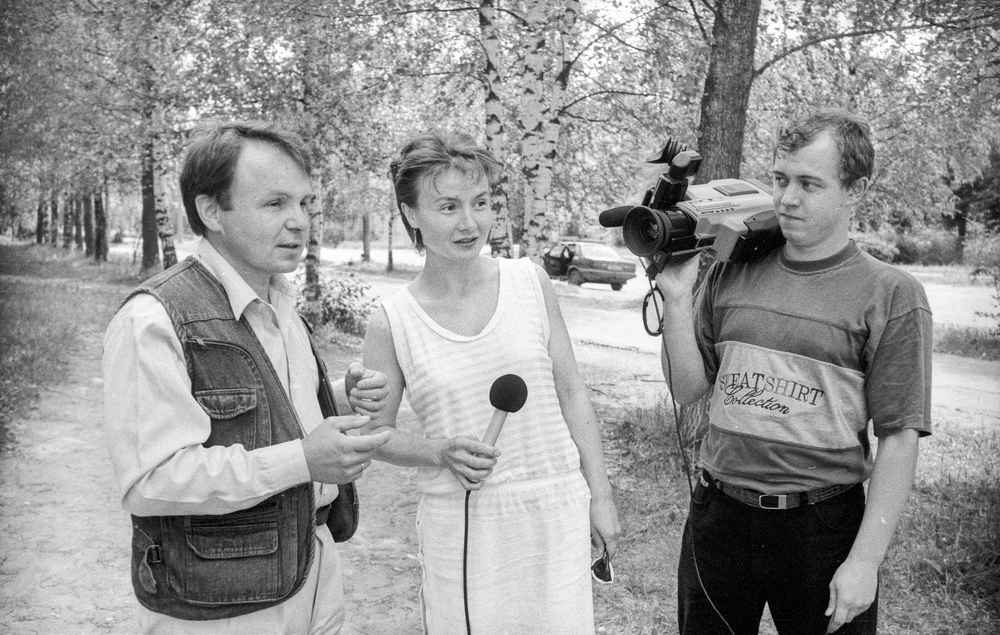
Um diretor de programa define as tarefas para jornalistas de TV.

Os jornalistas, por vezes, se expõem ao perigo, particularmente quando relatando em áreas de conflito armado ou em estados que não respeitam a liberdade de imprensa. Organizações como a Committee to Protect Journalists e a Repórteres sem Fronteiras publicam relatórios sobre a liberdade de imprensa e defende a liberdade jornalística. Em novembro de 2011, o Committee to Protect Journalists relatou que 887 jornalistas foram mortos no mundo inteiro desde 1992 por homicídio (71%), fogo cruzado ou combate (17%), ou em atribuição perigosa (11%). Os "dez países mais letais" para jornalistas desde 1992 tem sido Iraque (230 mortes), Filipinas (109), Rússia (77), Colômbia (76), México (69), Argélia (61), Paquistão (59), Índia (49), Somália (45), Brasil (31) e Sri Lanka (30).
O Committee to Protect Journalists também relata que a partir de 1 de dezembro de 2010, 145 jornalistas foram presos no mundo inteiro por atividades jornalísticas. Números atuais são ainda maiores. Os dez países com o maior número de jornalistas detidos atualmente são Turquia (95), China (34 detidos), Irã (34), Eritreia (17), Birmânia (13), Uzbequistão (seis), Vietnã (cinco), Cuba (quatro), Etiópia (quatro), e Sudão (três).
Além do dano físico, jornalistas são prejudicados psicologicamente. Isso se aplica especialmente para repórteres de guerra. Mas seus escritórios editoriais no país geralmente não sabem como lidar apropriadamente com os repórteres que eles expõem ao perigo. Assim, uma forma sistemática e sustentável de apoio psicológico para jornalistas traumatizados é fortemente necessário. No entanto, apenas programas pequenos e fragmentados de apoio existem até agora.
O Newseum em Washington, D.C. é o lar para o Memorial dos Jornalistas, o qual lista os nomes de mais de 2,1 mil jornalistas ao redor do mundo que foram mortos no cumprimento do dever.

## Jornalista sentado
Jornalista sentado é um conceito, originalmente do francês “journaliste assis”, e o oposto do “journaliste debout”, jornalista de pé. Como o seu próprio nome sugere, uma das suas características marcantes está no fato do jornalista trabalhar sentado. Outro ponto acerca desse profissional é que o mesmo se relaciona mais ao tratamento do texto, que da própria apuração.
O surgimento do jornalista sentado é bastante associado ao advento da internet e do jornalismo em rede. Contudo, é notório que esse conceito não se limita apenas ao segmento do webjornalismo.
Sabe-se que, ao longo da história do jornalismo, já existiam profissionais com as características de um jornalista sentado nas redações.
No livro “A arte de fazer um jornal diário”, Ricardo Noblat já fala em “grande figura humana”, termo que ele utiliza para referir-se aos trabalhadores da redação que não escreviam bem, tampouco apuravam.
A função desse profissional, em relação ao jornalismo online, é que ele utiliza a informação já pronta de fontes externas, como as agências de notícias, os portais vinculados à rede no qual trabalha e as assessorias de comunicação e/ou imprensa, por exemplo. Ele organiza essa informação recebida a adaptando ao formato desejado. Esse profissional pode ter o contato direto com as fontes, através do telefone, isto é, em situações não tão comuns de sua rotina produtiva.
O fato do advento do jornalista sentado ser muitas vezes associado à explosão do jornalismo em rede pode ser explicado pela emergente característica que este novo status da profissão traz para as redações. A busca por atualizar, cada vez mais rapidamente, os portais de notícia acarreta na necessidade de possuir mais material publicado em curtos períodos. Ou seja, para esse novo modelo de jornalista os textos chegaram a eles quase prontos, precisando de poucas modificações para serem publicados e, consequentemente, atender a urgente demanda do público.

Acerca do conceito, a alguns autores que são adeptos e concordam com o termo como, Ciro Marcondes Filho, Bruno Patino e Estela Serrano. Outros, como o pesquisador Juarez Bahia, desqualificam a noção de jornalista sentando, não o compreendendo como jornalista, pois o profissional não desempenha a função de buscar informação e não faz a apuração junto às fontes. Dessa forma, o profissional não produz notícia e, tão pouco, preza pela veracidade dos fatos.